# Felix Schmidt
Paul Felix Albert Schmidt, né le 11 mai 1848 à Dresde et mort le 3 septembre 1927 à Berlin, est un chanteur lyrique (basse) et pédagogue allemand.

## Biographie
Felix Schmidt est le fils du chanteur et compositeur Heinrich Maria Schmidt et de sa seconde épouse Marie, née Möllinger. Il grandit à Lübeck où il suit ses études au Katharineum jusqu'à son Abitur en 1868. Ensuite, il étudie le chant et la théorie de la musique à l'École royale supérieure de musique de Berlin (aujourd'hui université des beaux-arts). Il y enseigne à partir de 1872 et en est nommé professeur en 1888. À partir de 1895, il succède à Gustav Engel dans la classe de chant lyrique. Il est nommé directeur de la section de chant en 1913, jusqu'à sa retraite en 1921. Parmi ses élèves, l'on peut distinguer Raimund von Zur Mühlen.
De 1887 à 1918, il est chef d'orchestre de la Lehrer-Gesangverein de Berlin. Sous sa direction, le chœur remporte le premier prix du concours de chant allemand en 1903 et 1913, la Kaiserkette.
Il épouse en 1878 la chanteuse Maria Dorothea Köhne. Il meurt le 3 septembre 1927 à 79 ans à son domicile de la Rankestraße, n° 20, à Wilmersdorf (Berlin).

## Distinctions
- Ordre de l'Aigle rouge, de 4e classe (1896)[3], avec couronne royale (1899)[4]
- Ordre de la Couronne (Prusse), de 3e classe (1907)[5]

## Publication
- Il est éditeur du Hand-Buch der Theorie der Musik. de Carl Friedrich Weitzmann, Berlin: Enslin, 1888

## Source de la traduction
- (de) Cet article est partiellement ou en totalité issu de l’article de Wikipédia en allemand intitulé « Felix Schmidt (Sänger) » (voir la liste des auteurs).